# Michael Florent van Langren
Michael Florent van Langren, noto anche come (in latino) Michael Florentius Langrenus, (Amsterdam, 27 aprile 1598 – Bruxelles, maggio 1675) è stato un astronomo, cartografo e ingegnere olandese.
Era il più giovane membro di una famiglia di cartografi olandesi. Suo padre Jacob Floris van Langren e i suoi figli Arnoldus e Henricus realizzarono mappe terrestri e celesti a partire dal 1580 su dati forniti da Rudolf Snellius padre di Willebrordus Snellius, mentre Petrus Plancius collaborò per l’edizione del 1589. Nel 1592 gli Stati Generali dei Paesi Bassi concessero alla famiglia Van Langren il monopolio della produzione di mappe. Michael van Langren, pur non avendo ricevuto alcuna istruzione universitaria, fu  al servizio del re Filippo IV di Spagna come cartografo e matematico reale favorito nel suo lavoro dalla Infanta Isabella Clara Eugenia di Spagna.  

## Contributi scientifici

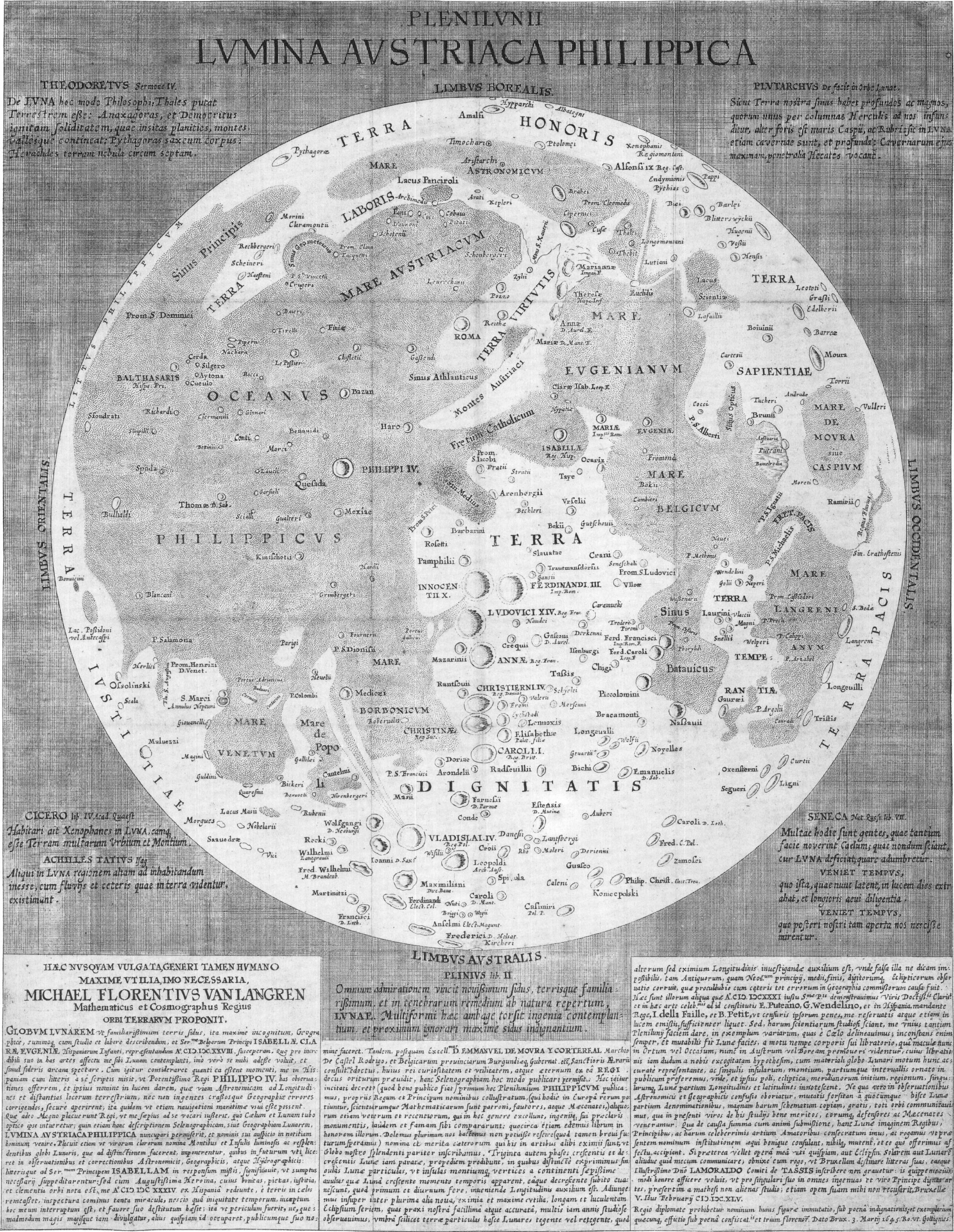
Mappa della Luna - Langrenus (1645)

Si occupò, tra l’altro, del problema della determinazione della longitudine. Per illustrare la vastità del problema creò un grafico di dati statistici che mostrava la grande variabilità della distanza in longitudini tra Toledo e Roma. Sostenne la tesi  che per migliorare l’accuratezza della determinazione della longitudine, soprattutto in mare, potesse essere utilizzata l’osservazione dei picchi dei crateri della Luna  come appaiono o scompaiono durante le diverse fasi lunari. Questo lo portò a realizzare una mappa della Luna nel 1645 programmando la successiva realizzazione di mappe lunari lungo tutte le sue fasi ma non realizzò mai questo progetto. Fu il primo ad assegnare nomi a diverse caratteristiche esogeologiche lunari ma solo pochi di questi nomi furono accettati in quanto troppo legati alla Corte spagnola.

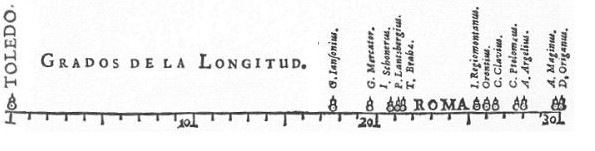
Grafico di dati statistici che mostrano la diversità delle stime della distanza in longitudini tra Toledo e Roma.

Come astronomo pubblicò anche le sue osservazioni della cometa del 1652 C/1652 Y1, come cartografo realizzò numerose mappe dei Paesi Bassi Meridionali,  come ingegnere  progettò un porto nei pressi di Dunkerque, una ristrutturazione del porto di Ostenda, piani per la pulizia dei canali di Anversa nonché diverse fortificazioni.
A Michael Florent van Langren  la UAI ha intitolato il cratere lunare Langrenus.